# العلاقات الأفغانية الإماراتية
العلاقات الأفغانية الإماراتية هي العلاقات الثنائية التي تجمع بين أفغانستان والإمارات العربية المتحدة.

## مقارنة بين البلدين
هذه مقارنة عامة ومرجعية للدولتين:
| وجه المقارنة                                              | أفغانستان                    | الإمارات العربية المتحدة |
| --------------------------------------------------------- | ---------------------------- | ------------------------ |
| المساحة (كم2)                                             | 652.23 ألف                   | 83.60 ألف                |
| عدد السكان (نسمة)                                         | 34.94 مليون                  | 9.40 مليون               |
| الكثافة السكانية (ن./كم²)                                 | 53.57                        | 112.44                   |
| العاصمة                                                   | كابل                         | أبو ظبي                  |
| اللغة الرسمية                                             | اللغة البشتوية، اللغة الدرية | اللغة العربية            |
| العملة                                                    | أفغاني                       | درهم إماراتي             |
| الناتج المحلي الإجمالي (بليون دولار)                      | 20.82 مليار                  | 382.58 مليار             |
| الناتج المحلي الإجمالي (تعادل القوة الشرائية) بليون دولار | 62.62 مليار                  | 640.72 مليار             |
| الناتج المحلي الإجمالي الاسمي للفرد دولار أمريكي          | 594                          | 40.44 ألف                |
| الناتج المحلي الإجمالي للفرد دولار أمريكي                 | 1.93 ألف                     | 67.67 ألف                |
| مؤشر التنمية البشرية                                      | 0.479                        | 0.835                    |
| رمز المكالمات الدولي                                      | +93                          | +971                     |
| رمز الإنترنت                                              | .af                          | .ae، .امارات             |
| المنطقة الزمنية                                           | ت ع م+04:30                  | ت ع م+04:00              |

## منظمات دولية مشتركة
يشترك البلدان في عضوية مجموعة من المنظمات الدولية، منها:
| علم المنظمة | اسم المنظمة                               | تاريخ انضمام أفغانستان | تاريخ انضمام الإمارات العربية المتحدة |
| ----------- | ----------------------------------------- | ---------------------- | ------------------------------------- |
|             | مؤسسة التنمية الدولية                     | 2 فبراير 1961          | 23 ديسمبر 1981                        |
|             | يونسكو                                    | 4 مايو 1948            | 20 أبريل 1972                         |
|             | وكالة ضمان الاستثمار متعدد الأطراف        | 16 يونيو 2003          | 20 أكتوبر 1993                        |
|             | الأمم المتحدة                             | 19 نوفمبر 1946         | 9 ديسمبر 1971                         |
|             | الاتحاد البريدي العالمي                   | ?                      | ?                                     |
|             | البنك الدولي للإنشاء والتعمير             | 14 يوليو 1995          | 22 سبتمبر 1972                        |
|             | منظمة التعاون الإسلامي                    | ?                      | ?                                     |
|             | منظمة حظر الأسلحة الكيميائية              | ?                      | ?                                     |
|             | مؤسسة التمويل الدولية                     | 23 سبتمبر 1957         | 30 سبتمبر 1977                        |
|             | الاتحاد الدولي للاتصالات                  | 12 أبريل 1928          | 27 يونيو 1972                         |
|             | المركز الدولي لتسوية المنازعات الاستشارية | 25 يوليو 1968          | 22 يناير 1982                         |
|             | منظمة الشرطة الجنائية الدولية             | ?                      | ?                                     |

## وصلات خارجية
- موقع وزارة الخارجية الأفغانية
- موقع وزارة الخارجية الإماراتية